# Teoría conforme de campos con fronteras
En física teórica, una teoría conforme de campos con bordes (BCFT con las siglas en inglés) es una teoría conforme de campos definida en un espacio-tiempo con un borde (o frontera). Se pueden imponer diferentes tipos de condiciones de contorno a las fronteras, por ejemplo, las condiciones de contorno de Neumann y las condiciones de contorno de DIrichlet son condiciones de contorno aceptables para campos bosónicos libres. Esta teoría fue desarrollada por John Cardy.
En el contexto de teoría de cuerdas, un caso interesante es el de teorías conformes de campos con fronteras bidimensionales. Los diferentes tipos de condiciones de contorno en una teoría de campos conforme describen distintos tipos de D-branas.
Estas teorías también se estudian en física de la materia condensada, pueden ser usadas para estudiar el comportamiento crítico en los bordes y para solucionar modelos de impurezas cuánticas